# Fuglevik
Fuglevik est une localité de Rygge de la municipalité de Moss, dans le comté d'Østfold, en Norvège.

## Description
Fuglevik est situé à cinq kilomètres au sud du centre de Moss et à six kilomètres au nord-ouest de Kirkegrenda. Fuglevik possède un camping et une marina sur l'Oslofjord extérieur..